# Игнатова, Софья Сергеевна
Софья Сергеевна Игнатова (род. 16 октября 1979, Москва) — российская актриса, поп-фолк-певица русского шансона, телеведущая.

## Биография
Родилась 16 октября 1979 года в Москве. Отец — Игнатов Сергей Анатольевич — мастер спорта по лёгкой атлетике, мать — Слободянюк Леся Сергеевна — товаровед. Один дедушка Софьи был известным композитором и дирижёром, сочинял стихи, писал песни. Другие дедушка с бабушкой — педагоги, преподавали украинский язык и литературу в Киевском национальном университете имени Тараса Шевченко.
С отличием окончила музыкальную школу по классу фортепиано. Заниматься пением начала в 6 лет в хоре им. Локтева.
До третьего класса включительно училась в средней школе № 104, откуда родители перевели её в пятый класс школы-лаборатории № 199 с гуманитарным уклоном, которую Софья окончила с серебряной медалью.
Снималась в массовке для передачи «Старые песни о главном». В 17 лет стала вокалисткой рок-группы «ЙЕХУ». Нескольких лет участвовала в группе «PARTY» и других музыкальных проектах. Сотрудничала с продюсерами Величновским, Толмацким и DJ Грув.
В 2003 году окончила модельную школу и актёрское отделение Московского гуманитарного института культуры и искусств.
В кино актриса дебютировала в 2005 году эпизодической ролью в картине «Умножающий печаль». Первая большая роль состоялась в сериале «Волчица», далее была не менее крупная роль в сериале «Сердцу не прикажешь».
Кроме работы в кино, Софья Игнатова поёт (солистка группы «Другие правила», до 2009 г.), а с 2006 года по 2008 год вела ток-шоу «Медицина» на телеканале «Столица». С сентября по декабрь 2014 года являлась одной из ведущих информационного шоу на телеканале НТВ «Анатомия дня».

## Фильмография

### Художественные фильмы
- 2008 — Московский жиголо — Лиля
- 2011 — Лесное озеро — Алина

### Телесериалы
- 2005 — Умножающий печаль
- 2005—2010 — Кулагин и партнёры
- 2006 — Волчица — Кэт
- 2006 — Кинофестиваль, или Портвейн Эйзенштейна
- 2006 — Трое сверху — Анна
- 2006-2010 — Счастливы вместе — Анфиса
- 2007 — Закон и порядок: Преступный умысел — Лика Хмельницкая, она же Люся Капранова (серия «Человек-невидимка»)
- 2007 — Сердцу не прикажешь — Соня Бычковская
- 2007—2009 — Огонь любви — Галина
- 2008 — ГИБДД и т. д.
- 2008 — Женщина без прошлого — София
- 2008 — Своя правда — Фатима
- 2008 — Солдаты 15. Новый призыв — Вика
- 2009 — Адвокат 6 — (серия «Неотпущенный грех»)
- 2010 — Как я встретил вашу маму — Ксюша
- 2011 — Амазонки — Лида
- 2011 — Интерны — Полина Журавлёва
- 2012 — Ангел в сердце — девушка Петра
- 2012 — Стервы — Ольга
- 2013 — Тихая охота — Анжела
- 2022 — ЮЗЗЗ — Нателла